# Бредов Микола Емільович
Микола Емільович Бредов (рос. Николай Эмильевич Бредов; нар. 15 листопада 1873 — пом. після 1945) — російський військовий діяч, генерал-лейтенант Генштабу (1917). Учасник російсько-японської, Першої світової воєн та Громадянської війни в Росії у складі Добровольчої армії. Брат російського генерал-майора Федора Емільовича Бредова.

## Біографія

### До громадянської війни
Закінчив 1-й Московський кадетський корпус, 2-е військове Костянтинівське училище й Миколаївську академію Генерального штабу (1901). З училища вийшов у 13-й стрілецький полк.
Після закінчення академії з січня 1902 служив при Генеральному штабі старшим ад'ютантом 9-ї кавалерійської дивізії. Після недовгого перебування обер-офіцером у штабі Київського військового округу з травня 1904 перебував на Маньчжурському фронті. Старший ад'ютант штабу 9-ї піхотної дивізії, а з 25 серпня 1905 по січень 1906 рр. — в. о. штаб-офіцера для особливих доручень при штабі (розвідувальний відділ) 10-го армійського корпусу. Нагороджений орденами Святого Станіслава і Святої Анни 4-го і 3-го ступеня з мечами та бантом, 2-го ступеня з мечами, орденом Святого Володимира 4-го ступеня з мечами та бантом, Золотою зброєю і чин полковника — «за бойові заслуги».
У 1906—1912 рр.. — Штаб-офіцер для доручень при штабі Київського військового округу. З червня 1912 р. — начальник штабу 44-ї піхотної дивізії. Отримав звання генерал-майора і нагороджений орденом Святого Георгія за командування полком у 1914—1915 рр. У серпні 1915 р. — генерал-квартирмейстер штабу армій Північного фронту. У 1917 р. — генерал-лейтенант і командувач 21-м армійським корпусом.

### На службі Українській державі
За інформацією з книги українського історика Віктора Савченка «Симон Петлюра», з квітня по листопад 1918 року генерал Бредов опиняється на службі в гетьмана Скоропадського — в Українській державі. У російській історичній літературі цей період життя Миколи Бредова не висвітлений.

### Участь в Білому русі

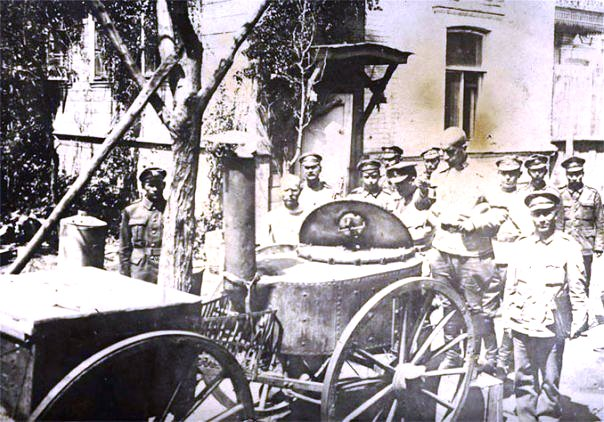
Микола Бредов пробує їжу полкової кухні, Київ, вересень, 1919

У Добровольчій армії з кінця 1918 р. Наказом від 24 січня 1919 призначений у резерв чинів при Головнокомандувачеві. 13 червня 1919 затверджений на посаді начальника 7-ї піхотної дивізії.
У складі Кавказької армії генерала Врангеля брав участь у взятті Царицина.
У кінці липня 1919 року 7-а дивізія була перекинута в Добровольчу армію, 17 липня зайняла Полтаву й продовжила наступ на Київ. З липня 1919 р. підпорядковується командувачу Київської області генералу Драгомирову і вів успішні бої на правому березі Дніпра.
1 вересня 1919 року новопризначений військовий губернатор Києва генерал М. Бредов скасував усі декрети радянської влади, встановив час за старим стилем і годинники за петроградським часом.
Після залишення Києва 3 грудня 1919 очолив Київську групу військ у складі 7-ї піхотної дивізії 2-го офіцерського кінного полку генерала Дроздовського та інших частин. Група військ генерала Бредова була підпорядкована головнокомандуючому Новоросією генералу Шиллінгу і, за його задумом, спочатку відходила на південь з тим, щоб прикрити Крим і ввійти у зв'язок з ядром Добровольчої армії. Однак, отримавши новий наказ про прикриття Одеси, його група не змогла завантажитись в Одесі на кораблі через дезорганізацію і відсутність вугілля.
23 січня 1920 р. генерал Шиллінг наказав його групі і 2-му корпусу генерала Промптова, під загальним командуванням генерала Бредова, залишити Одесу й відходити в Бессарабію. Однак на переправах через Дністер біля Маяків і Тирасполя румуни зустріли добровольців артилерійським і кулеметним вогнем, тоді він рушив вгору по Дністру в район Кам'янця-Подільського на з'єднання з польськими військами.
Протягом майже усього лютого тривав цей «Бредовський похід». Відбиваючись від насідаючої 14-ї Червоної армії, його війська прорвалися в розташування польських військ між Кам'янцем-Подільським та Проскуровом, при цьому вони вивезли з собою всіх хворих і поранених. Тут, у селі Солодковці, між представниками польського командування і генералом Бредовим був укладений договір про прийняття його військ, до повернення на «територію, зайняту армією генерала Денікіна».
Лише на початку серпня 1920 р., після багатомісячних переговорів, генералу Врангелю вдалося домогтися пропуску інтернованих солдатів і офіцерів з Польщі через Румунію до Криму. 2 серпня 1920 р. кораблі з «бредовцями» почали прибувати до Феодосії. Після недовгого відпочинку з них були сформовані 6-а і 7-я дивізії 3-го армійського корпусу під командою генерала Скалона, який прибув разом з генералом Бредовим.

### Еміграція
Залишився в розпорядженні Головнокомандуючого і після евакуації з Криму переїхав з Константинополя до Болгарії, де продовжував залишатися з 1924 р. «в розпорядженні голови Російської загально-військової спілки». У 1930-х рр. і під час Другої світової війни займав посаду завідувача Російського інвалідного будинку на Шипці. Залишився в Болгарії після вступу до неї Радянської армії. Був заарештований СМЕРШем як зрадник. За деякими відомостями, був вивезений в СРСР і, мабуть, загинув у таборах.

## Ставлення до України
У кінці серпня 1919 р. частини Української Галицької Армії під командуванням Антона Кравса вибили Червону армію з Києва та увійшли до столиці 30 серпня з правого берега Дніпра. Майже одночасно, 31 серпня, розбивши «червоних» в районі Борисполя з боку Дарниці до Києва увійшла 7-ма піхотна дивізія російських добровольців, якою командував Микола Бредов. Того ж вечора Бредов, штаб якого розмістився на Печерську, прямо заявив Кравсу, котрий прибув для переговорів, що «Київ ніколи українським не був і не буде», заперечивши можливість порозуміння з УНР в принципі і в ультимативній формі зажадавши вивести з Києва українські війська, що зрештою і було зроблено через наказ керівників Директорії уникати сутичок з «білими» (докладніше див. Київська катастрофа). Антиукраїнські дії Бредова цілком відповідали денікінській декларації «До населення Малоросії», які проголошували саме «самостійницький рух», а не червоних, головними ворогами білих в Україні.